# Giorgio Bidone
Giorgio Bidone (Casalnoceto, 19 gennaio 1781 – Torino, 25 agosto 1839) è stato un ingegnere e matematico italiano, tra i più insigni sperimentatori piemontesi nel campo dell'idraulica del XIX secolo.

## Biografia

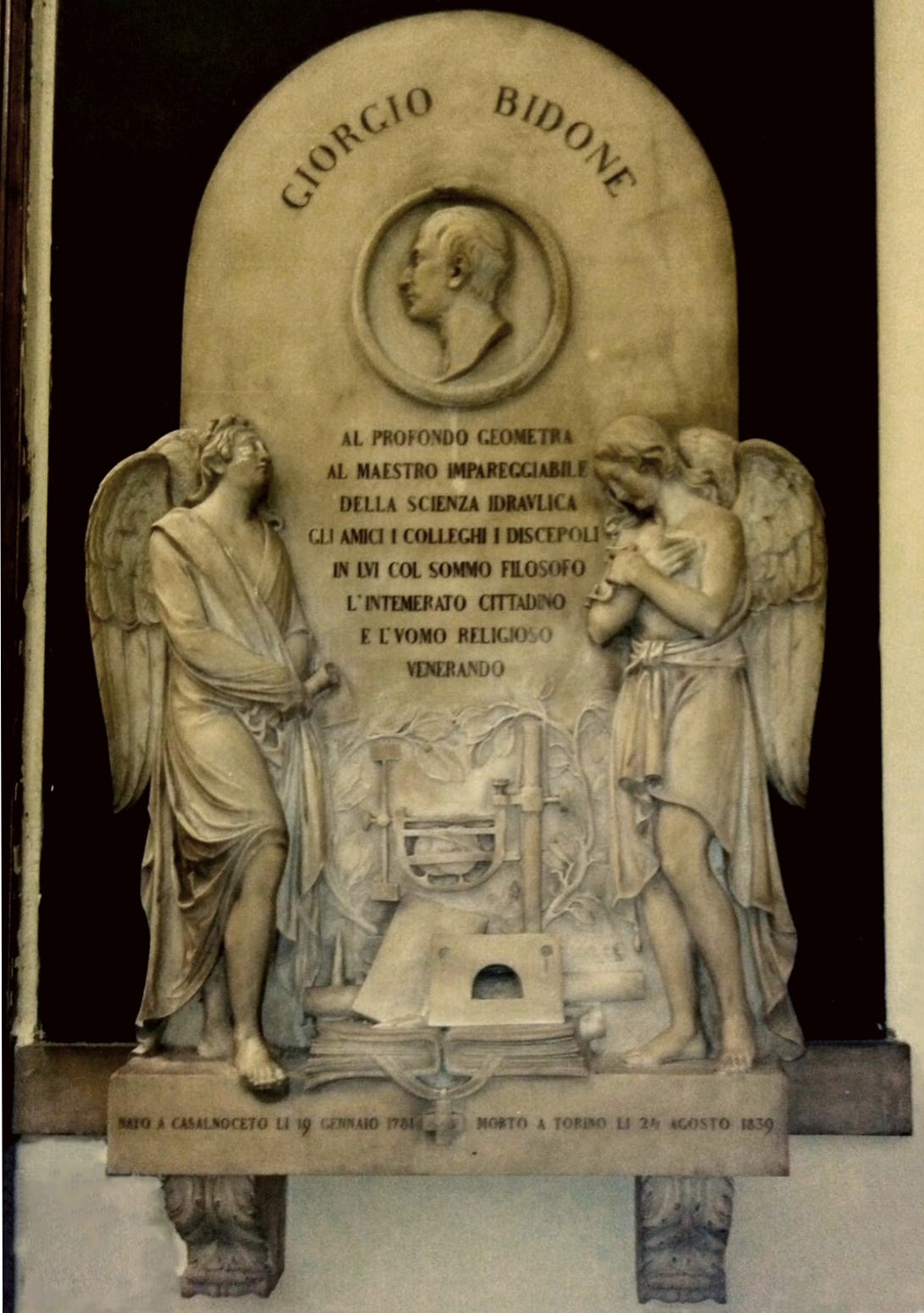
Cenotafio di Giorgio Bidone, nella Chiesa di San Francesco da Paola (Torino)

Laureatosi in matematica e idraulica presso l'Università di Torino all'età di ventitré anni e, due anni più tardi, in architettura civile, diventa membro dell'Accademia delle Scienze di Torino e viene nominato nel 1815 professore di idraulica. Nove anni più tardi inizierà ad insegnare anche geometria descrittiva.
Tra i più insigni sperimentatori nel campo dell'idraulica, realizzò i suoi lavori nello stabilimento della Parella, da lui stesso diretto per molti anni. Le sue ricerche riguardarono essenzialmente l'analisi e l'idraulica. Tra i suoi allievi ci furono Ercole Ricotti, Luigi Federico Menabrea e Carlo Ignazio Giulio.
Nel 1820 pubblica la memoria Experiences sur le remou et sur la propagation des ondes, dove viene discusso fra l'altro il fenomeno idrodinamico noto ancora oggi come salto di Bidone (o "risalto idraulico").

## Opere

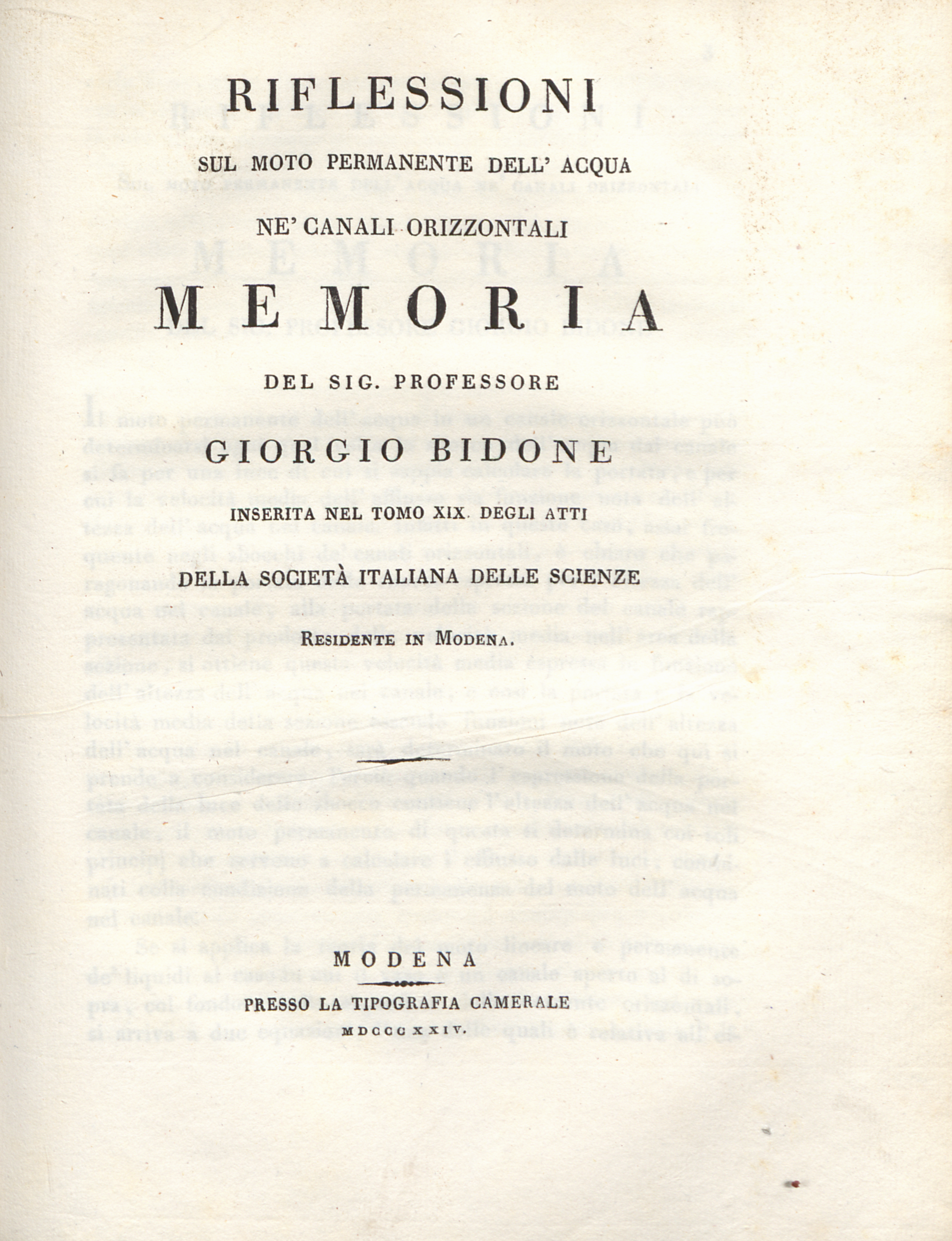
Riflessioni sul moto permanente dell'acqua, 1824

- (FR) Description d'une nouvelle boussole propre a observer les mouvemens de rotation et de translation de l'aiguille aimantée, [1811].
- (FR) Mémoire sur la cause des ricochets que font les pierres et les boulets de canon, lancés obliquement sur la surface de l'eau, Turin, de l'Imprimerie de l'Académie Imperiale des Sciences, 1811.
- (FR) Mémoire sur diverses intégrales définies, Turin, chez Felix Galletti imprimeur de l'Academie Imperiale des Sciences, 1812.
- (FR) Mémoire sur les transcendantes elliptiques, vol. 1, Turin, de l'Imprimerie Royale, 1817.
  - (FR) Mémoire sur les transcendantes elliptiques, vol. 2.
- (FR) Expériences sur le remou et sur la propagation des ondes, Turin, de l'Imprimerie Royale, 1820.
- Riflessioni sul moto permanente dell'acqua ne' canali orizzontali, Modena, presso la Tipografia camerale, 1824.
- (FR) Expériences sur la dépense des reversoirs et sur l'accélération et la courbure qu'ils occasionnent à la surface du courant, Turin, Imprimerie Royale, 1824.
- Osservazioni sopra le macchine in moto, Torino, dalla Stamperia reale, 1825.
- (FR) Expériences sur la propagation du remous, Turin, Imprimerie Royale, 1825.
- (FR) Expériences sur divers cas de la contraction de la veine fluide, et remarque sur la manière d'avoir égard à la contraction dans le calcul de la dépense des orifices, Turin, de l'Imprimerie Royale, 1825?.
- Esperienze sulle contrazioni parziali delle vene d'acqua, Modena, dalla Tipografia Camerale, 1830.

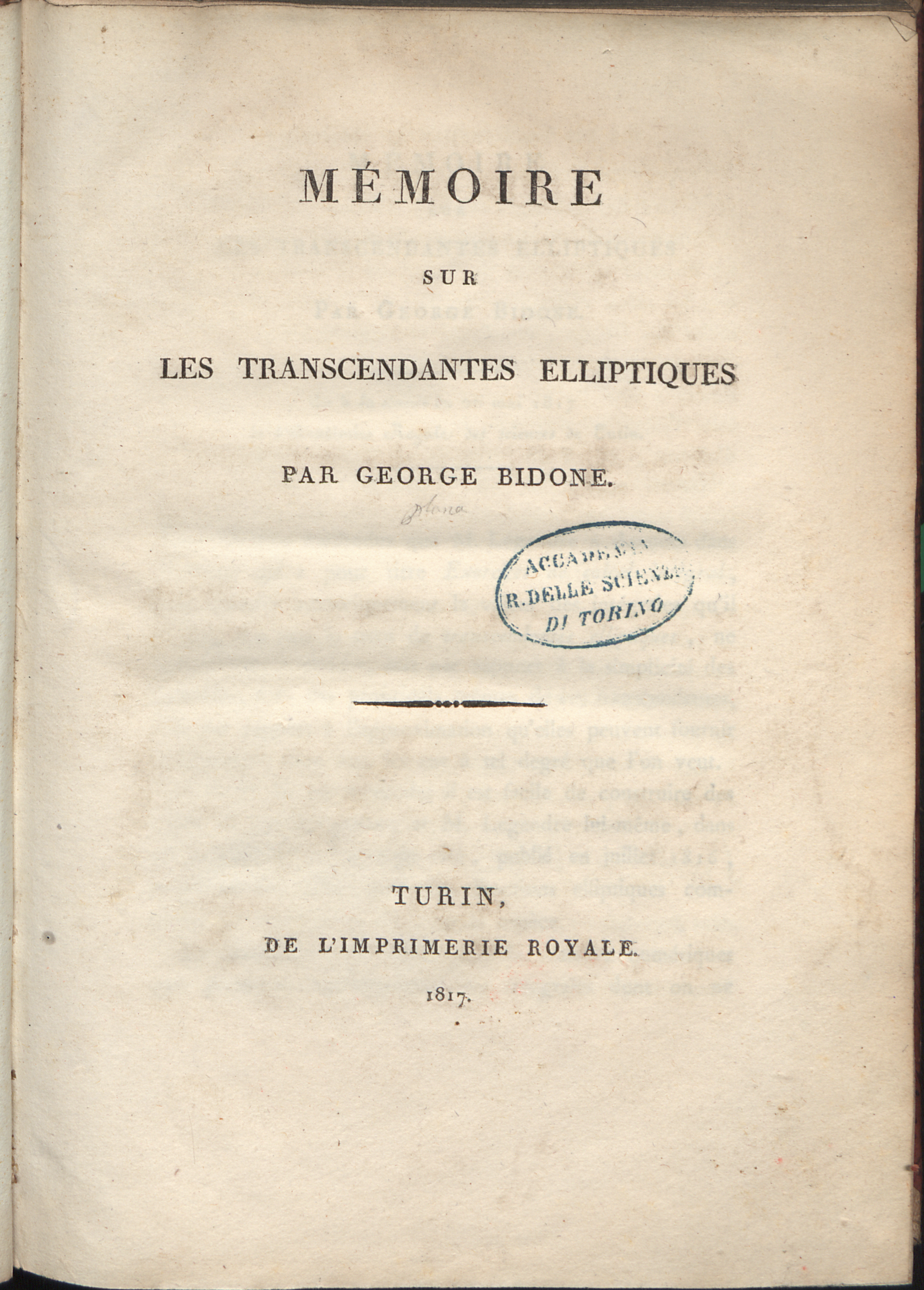
Mémoire sur les transcendantes elliptiques, 1817
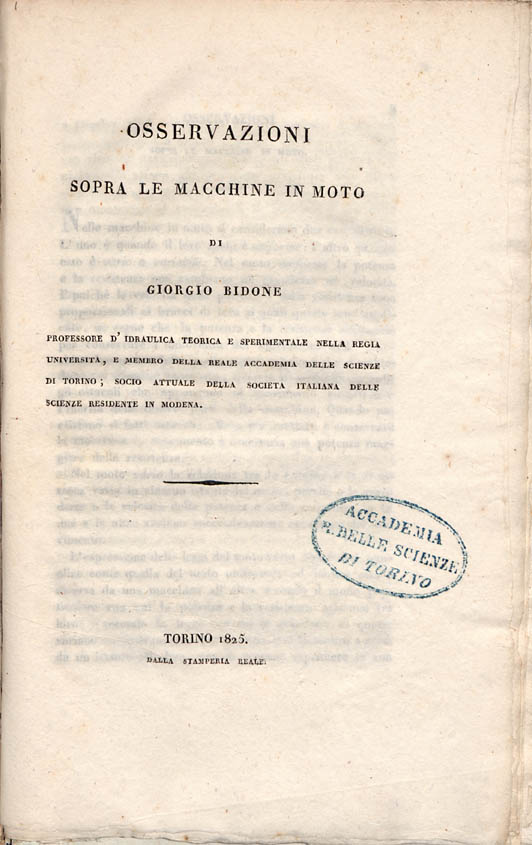
Osservazioni sopra le macchine in moto, 1825

## Intitolazioni
A lui è dedicata la via dove abitano i Rodi nonché il laboratorio di ingegneria idraulica del Politecnico di Torino.